# Juncos
Juncos è una città di Porto Rico situata nell'entroterra orientale dell'isola. L'area comunale confina a nord con Carolina e Canóvanas, a sud-est con Las Piedras, a sud-ovest con San Lorenzo e a ovest con Gurabo. Il comune, che fu fondato nel 1797, oggi conta una popolazione di oltre 40 290 abitanti ed è suddiviso in 10 circoscrizioni (barrios).